# استخوان تخت
استخوان تخت (انگلیسی: Tabular bone) نام یک جفت استخوان صاف سه‌گوش در امتداد لبه پشتی جمجمه پیوسته‌دهانان است. استخوان‌های تخت ساختارهای نوک تیزی را تشکیل می‌دهند که در این جانداران اولیه به نام شاخ‌های تخت شناخته می‌شوند.